# Incoronata (nome)
Incoronata  è un nome proprio di persona italiano femminile.

## Varianti
- Femminili
  - Ipocoristici: Coronata[2]
- Maschili: Incoronato[1]
  - Ipocoristici: Coronato[2]

## Origine e diffusione

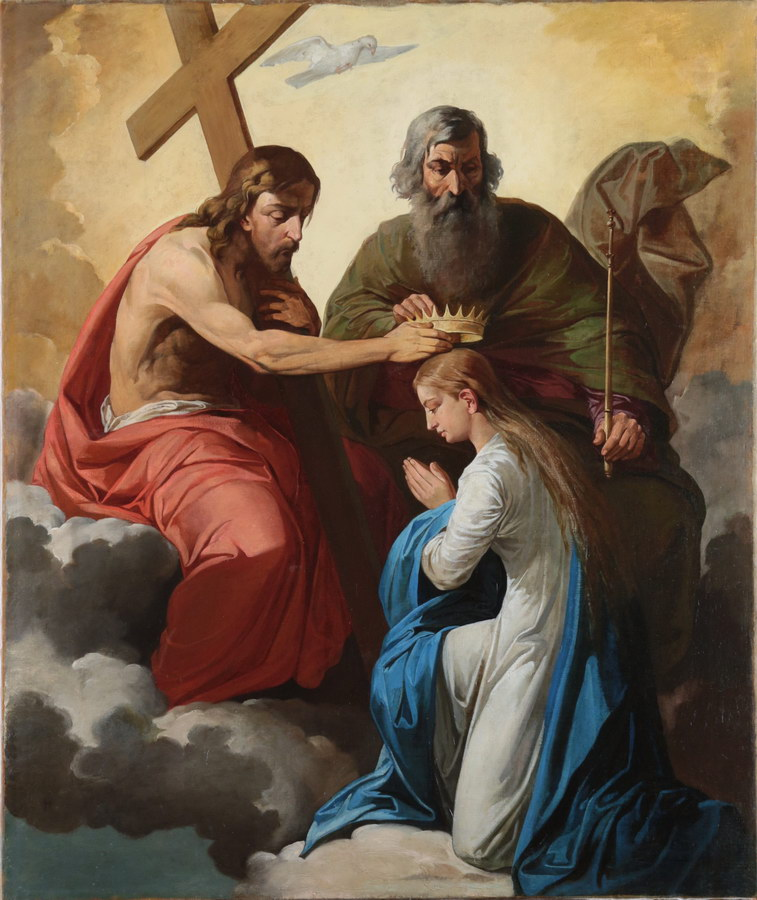
L'Incoronazione della Vergine, di Janez Šubic

Si tratta di un nome che riflette il culto mariano, in particolare relativo al titolo di Maria Regina, "incoronata" regina del cielo e della terra. È attestato anche con forme maschili, ma è diffuso quasi esclusivamente al femminile, sia nella forma base che in quella aferetica, più rara, di "Coronata".
La forma base è propria del Sud peninsulare, mentre le forme Coronato e Coronata sono tipiche del Nord, probabilmente per immigrazione interna.

## Onomastico
L'onomastico può essere festeggiato il 22 agosto in occasione della festività di Beata Vergine Maria Regina, o in occasione delle varie festività locali della Madonna Incoronata.